# 윙즈-영광을 위한 날개
《윙즈》 또는 〈윙즈-영광을 위한 날개〉는 지페리작가가 서울산업진흥원과 SK플래닛이 공동 주관한 '2014 만화스가우트 공모전'에서 당선한 당선작품이다.
윙즈는 지페리 작가의 처녀작으로 티스토어 웹툰에서 월요일 연재된 판타지 장르의 소년만화이며, 완결웹툰이다.

## 기획 의도
일반적인 판타지 장르에 드래곤 소재를 사용해였지만, 만화속의 백발인, 흑발인, 금발인을 흑인, 유태인 등에 빗대어 인종차별 문제를 지적하고, 권력간 야욕을 성명하게 보여준다.
- 다수에게 핍박받는 소수의 입장과 그를 도와주는 주변일들로 하여금 주인공이 역경을 헤쳐나가며 희망적인 사고를 보여준다.
- 대중적인 판타지 장르로 남, 여 독자들을 두루 끌어들일 수 있고, 독자적인 세계관과 매력적인 캐릭터성으로 게임, 애니, 캐릭터 등 2차 산업업으로 나아갈 수 있다.

## 줄거리
모든 대륙이 하늘에 떠있는 창공의 세계.  이 세계는 백발과 흑발, 금발의 세 가지 인종이 있는데, 대다수 사람들은 백발인이며, 흑발과 금발은 소수인이다. 서쪽으로는 백발의 황제가 통치하는 안티르 제국, 그리고 동쪽으로는 금발을 지닌 왕이 다스리는 란두라스 왕국이 자리하고 있다.
안티르 제국은 백발의 황제를 선두로 백발 우월주의 사상인 순백화라는 명목하에 흑발인들을 탄압하고 제거하는 악행을 일삼고 있으며, 이로 인해 흑발인을 수용하는 란두란스 왕국과 충돌이 심화되었고 결국 전쟁 직전의 상황에 이르게 된다.
주인공인 흑발 소년 진은 대장장이 듀란과 함께 왕국에서 평화롭게 살고 있었다. 그러나 순백화를 주장하는 제국 병사들의 습격을 받게 되었고, 결국 듀란은 진을 지키다 죽음을 맞이한다. 진은 단장 레이가 이끄는 빛의 왕관단이라는 용병단에 의해 거두어지게 되고, 파트너 니케와 함께 용병단으로 활약하게 된다.
처음으로 맡게 된 임무는 서쪽 국경에 위치한 빌튼 공작에게 군수품을 전달하는 임무이다. 임무 중, 제국에서 숨어들어온  첩자‘노브’에 의해 위기에 빠질뻔하지만 진과 용병단의 도움으로 무사히 운반하게 된다.
한편, 왕궁에서는 금발의 통치에 불만을 품은 백발인들에 의해 왕권이 약화되기 시작하였고, 왕과 충신 리어는 왕자를 강인하게 성장시키고자 하며, 왕자 스스로도 지식과 체력을 겸비한 차기왕의 자질을 갖추도록 노력한다.
빌튼 공작의 환대를 받은 용병단은 증원병력 전령을 라피엘후작에게 전달하고자 서쪽 산맥을 가로지른다.
그러나 거센 바람덕에 용병단은 두 그룹으로 나뉘게 된다. 한 그룹은 바람에 의해 완파한 제국의 방주를 탐사하게 되고, 주인공 진과 함께 한 그룹은 동굴을 찾게 된다. 그 동굴에선 흑발인들이 자신의 머리를 모조리 밀고 신분을 숨긴 체 살아가는 은둔처였다. 진은 어렸을 때 지냈던 인물들과 재회하고 흑발의 기원에 대한 연구를 하던 진의 부모님의 이야기룰 된다. 오랜만의 추억에 즐거워 했지만 그곳의 무기력한 흑발인들을 보자 진은 이질적인 삶을 느낀다. 그곳에서 진은 흑발인 스스로가 자기 자신에게 자부심을 갖지 않는 것은 사람으로써의 삶은 포기한 것이라 주장하고, 흑발인들도 이에 공감한다. 레이 쪽 용병 그룹은 흑발인 노예들을 운반하는 것이라 추정되는 방주에서 생존자이자 흑발인 소년 라그하츠를 찾게 되고, 진과 합류하게 된다. 떠나려는 진에게 흑발인 장로는 진의 부모가 남긴 암호문을 건네준다. 용병단이 떠나고  라그하츠는 제국 군을 불러 이곳을 공격하게 된다. 그리고 라그하츠는 제국 군의 대접을 받으며 황궁으로 돌아간다.
왕국에서는, 왕자 필립과 함께 몇몇 귀족들이 사냥을 즐기러 떠나게 된다. 그러나 귀족들의 계략으로 왕자는 외딴 섬에 홀로 남기게 되고, 이를 용병단이 구해주게 된다. 왕궁으로 먼저 향하여 왕자를 모신 용병단은 왕의 환대를 받게 되고, 레이는 홀로 라피엘 후작에게 전령을 전달한다. 전령에는 이틀 후 왕궁으로 군사를 이끌고 대기하라는 반란 음모가 쓰여있었으며, 레이를 회유하라는 권고문이 있었다. 그러나 레이는 왕자의 실종사건에 라피엘 후작과 몇몇 귀족들의 계략을 눈치채고 그의 위압에 라피엘은 말을 잇지 못한다.
어느새 왕자 필립과 진은 친한 친구 사이가 되고, 이틑 날 공작은 소수 정예의 군대를 데리고 왕궁으로 진입한다. 갑작스럽게 왕궁을 방문한 공작은 왕이 제국에게 왕권을 이양한다고 주장하며 왕을 체포한다. 그리고 왕을 방에 가두곤 제국과 합심하여 왕을 음해하기 위해, 노브를 통해 제국에서 받아온 황제의 인장이 찍혀있는 정권 이양권 계약서에 왕의 인장을 찍도록 협박한다. 금발의 명예를 지키려고 한 국왕은 왕자와 공주들의 목숨마져 걸려있다는 것을 알고는 결국 인장을 찍게 된다.
공작은 곧장 왕을 수감하고, 왕자와 공주들 또한 유배하기 위해 수배하라고 명한다. 공작은 레이를 직접 불러 왕이 왕국을 배신했으며, 자신이 섭정에 들어가고 레이가 자신에게 동조할 것을 권한다. 왕에게 충성을 맹세한 레이는 공작을 믿지 못하지만, 용병단의 생존을 위해 우선 합류할 것이라 말하고 곧장 용병단을 피신시키려 하지만, 이를 눈치 챈 공작에 의해 레이는 목숨을 잃게 되고 진은 분노한다. 다행히 용병단의 도움으로 도망가지만, 용병단 또한 수배령에 걸리게 된다. 왕자 필립은 자신의 비서 테스의 도움으로 생존하게 되고, 그의 조언에 따라 현자라고 불리는 왕당파 노장을 만나러 가게 된다. 그리고 현자에게 이 세계에 숨겨진 비밀을 듣게 된다.
그리고 제국은 왕국의 정세가 혼란해진 틈을 타 전쟁을 선포한다.
반년 후, 왕의 처형, 제국과의 전쟁이 고조, 왕의 무죄를 요구하는 왕당파를 탄압하기 시작한 공작으로 왕국은 점차 폭정의 시대에 이른다. 어느새 진은 리더로써 용병단을 이끌고 있었고, 왕자는 현자의 그늘에 숨어 왕권과 금발의 명예를 되찾으려 다짐한다.
제국 또한 왕국 못지않게 혼란 상태이다. 과거 라그하츠는 인간이라고는 할 수 없는 능력으로 제국 상층부를 제압하였고, 지금 황제는 라그하츠의 앞잡이가 되었다. 순백화라는 생각 또한 라그하츠의 계략이었고, 황제는 목숨을 부지하기 위해 그의 명령을 따르고 있었다.
한편, 테스는 공작수하의 미행을 받아 왕자를 만나지 못하고 방황한다. 다행히 진과 용병단의 도움으로 미행병을 물리치고 테스와 함께 왕자가 머물고 있는 현자의 집에 도달한다. 거기서 현자와 왕자는 전설 속의 이야기를 들려준다. 과거 지상에 있던 대륙은 공중을 다스리는 어둠의 녹스와 빛의 루스의 싸움으로 공중으로 떠오르게 되었고, 제국 쪽의 이야기(백발이 녹스를 물리쳤다), 왕국 쪽의 이야기(금발이 녹스를 물리쳤다)라는 이야기는 잘못되었고, 금발이 루스의 힘을 빌려 녹스를 쓰러트리고 흑발은 녹스의 저주로 인해 생긴 것이 아니라, 녹스의 힘을 봉인하면서 머리카락을 검게 변한 것이라 한다.
```
몇 일후, 왕궁에서는 서쪽 전선이 제국 군에게 밀렸다는 소식에 공작은 병력 대부분을 국경으로 소집시킨다. 공작도 출정 채비를 하는 중 빛의 왕관단의 출몰 소식에 병력들은 용병단을 추적하게 되고, 그 사이 테스와 필립은 공작을 습격을 하게 된다.  필립은 공작을 해치움으로써 왕권에서 끌어내리려 하지만, 지금 상황에서 체제가 또다시 전복된다면 혼란스러운 상황속에 전쟁을 승리로 이끌지 못한다는 것을 깨닫는다. 결국 필립은 공작을 살해하는 것보단, 그가 왕가를 음해했다는 증거를 찾으려 한다.
```

테스는 어느 날 고서를 둘러보던 중, 순백화의 효력이 발휘될 기간은 이미 지났으며 지금까지 순백화 정책을 무리하게 이끈 제국에 의문을 품는다. 이를 현자에게 의견을 말하는 도중, 황제가 제국 군을 직접 이끌고 국경 근처 과거 듀란과 진이 살던 마을로 왔다는 소식에, 진과 용병단은 황제를 공격하기 위해 나선다. 황제가 있는 부근에 도달한 진과 용병단은 근처 흑발인들을 몰살시키는 제국 군과 라그하츠에게 저지되고, 그들은 라그하츠의 기이한 능력에 놀라고 만다. 이어서 황제의 등장에, 이들은 모든 것이 라그하츠의 계략이고 황제는 꼭두각시일 뿐이라는 것을 깨 닳는다. 그러나 왕국에서 지명수배를 받고 있는 용병단의 말을 믿지 않을 것이라 생각한 라그하츠는 돌려보내 준다.
왕국에선 반란과 제국의 맹렬한 공격에 지칠 대로 지친 공작은, 스스로 금발의 명예를 실추시켰던 자신의 아이가 금발이라는 사실에 괴로워한다. 그러던 중 왕당파가 왕이 제국과의 계약서를 주고받기 위해 중간 다리 역할을 한 노브를 자신들이 취조할 수 있도록 요구하자, 공작은 노브를 의문사 처리하려 한다. 하지만 노브는 터브에 의해 구출되게되는데, 터브는 이미 초기 공작에게 군수품을 운반할 때 진의 도움을 받고, 이후 왕의 처형에 의문을 가진 인물이다.
진과 용병단은 현자와 함께 라그하츠에 대한 이야기를 토론하고, 필립은 노브를 포획한 터브를 만나 공작을 물리칠 방안을 구상하게 된다. 현자는 순백화가 녹스였던 라그하츠가 자신의 힘을 되찾기 위해 흑발인들을 학살한 거였으며, 진에게 순수한 흑발인의 힘을 이어받은 자만이 녹스에 대적할 수 있고, 진의 부모가 연구하던 암호문은 자신들이 지키고 있던 순수 흑발 혈통에 대한 전설이었다. 비로소 연결고리가 풀어지게 되고, 금발의 필립 또한 루스의 힘을 이어받아 라그하츠를 대적할 수 있는 힘을 가졌고, 라그하츠에게 위협받는 황제를 구하여 공작의 음모에 대한 증거로 노브와 함께 내세우려 한다. 마침, 황제가 진실을 알고 라그하츠의 간섭을 벗어난 이들에게 진실을 규명해달라는 전령을 받게 되고, 용병단과 필립은 라그하츠와 전투를 벌이러 떠나게 된다.
결국, 라그하츠와의 대립으로 자신의 힘이 진과 필립과 접전을 벌이자 본체의 모습으로 변하여 싸움을 벌이게 된다. 녹스의 정체가 전장에 퍼지자 제국 군, 왕국 군 모두 경악하게 되고, 황제가 미처 통제하지 못한 제국군도 녹스를 공격하게 된다. 녹스가 제국 군을 학살하자 황제는 더 이상 라그하츠의 강압에 벗어나기 위해 왕국 군과 합심하여 대적하기에 이른다. 라그하츠에 의해 수많은 사람들이 희생되고  녹스와 루스의 힘을 이어 받은 진과 필립의 공격도 결국 무산된다. 그러나 결국 니케안에 봉인되었던 루스가 각성하게 되고 결국 라그하츠는 봉인되게 되고 만다.
라그하츠가 봉인된 후, 모두 평화를 되찾는 듯한다. 결국, 황제와 노브의 주장에 공작의 음모가 들통 나고 왕자는 왕권을 되찾게 된다. 그리고 순백화가 라그하츠의 계략임을 깨달은 제국 군들 또한 자신들이 잘못되었다는 것을 알게 된다. 황제는 그를 증오하는 왕국군의 저격에 목숨을 잃어가지만, 황제는 비록 제국을 위한 길이었으나 자신의 뜻이 잘못되었음을 알고 사죄하였고 죽음을 받아들인다. 그리고 진은 부모의 연구를 토대로 라그하츠의 영원한 봉인을 계획하고, 용병단은 이를 돕는다. 비로소 세상은 평화를 되찾는다.

## 등장인물

### 주요 등장인물들
- 진 이카루스 (16살에 활발하고 열정적인 소년)

백발인들이 대부분인 창공의 세계에서 몇 안되는 소수의 흙발인으로 제국의 순백화의 부모님을 잃고 듀란과 함께 니케를 형제처럼 용기를 잃지 않고 꿈을 향해 도전하는 16세 소년이다.
학습에 천부적인 재능이 있고 신의 힘도 가지고 있는 듯.
- 레이 트레야 (28세에 신중하고 결단력이 있으며 통솔력이 있다.)

안티르 제국 기사 가문에 장남으로 태어나 제국의 순백화가 본격화 되자 황제기사 단원인 아버지에 의해 검은 머리를 지닌 동생과 그를 지키려는 어머니를 잃게 된 후
란두라스 왕국에서 생활을 하다가 당시 왕자 로버츠의 절친한 친구이자 수호기사가 되었으나 제국 출신이라는 이유로 귀족들에게 쫓겨나 자신의 용병단을 창설한다.
- 니케 (진이 타고 다니는 용으로 활발하고 쾌속비행을 좋아함.)

보통의 용들이 흰색인데 반해 니케는 은빛용으로 진이 우연이 주운 알로써 출처를 알 수 없다. 진의 의도를 정확히 알고 진이 원하는 방향으로 비행을 잘 한다.
그 귀여움과 영특함이 윙즈의 최고의 마스코드다.
- 듀란 스미스 (41세에 호탕하고 속이 깊으며 진에겐 아버지같은 존재다.)

왕국 출신의 대장장이. 잔투용병으로 젊은 시절에 전투에 참여했다가 진의 부모님과 인연을 맺게 되어(진의 부모님이 부상입은 듀란을 구해 치료해 줌)
제국군들이 흙발인들을 침략했을 때 간신히 진만 데리고 도망쳐 은거해 대장장이를 하고 있다.
- 리니아  (17살에 겉으론 차갑고 냉정에 보이지만 약간 덤벙대기도 한다.)

왕국군 소속 기사단의 화목한 가정에서 자랐지만 제국군과의 전투에서 부모님을 잃고 복수를 위해 왕국군으로 지원했지만 복수심에 의한 살의가 많아 부적합 판정을 받아
좌절하다가 용병단에 입단하면서 마음이 문을 서서히 열고 자신을 찾아가는 중이다.
- 제스 (18살로 불만투성이고 다혈질적으로 보이지만 인간적이기도 하다.)

란두라스 왕국 출신으로 검술학원에서 탁월한 재능을 인정받은 검술사다. 제국과의 전쟁에서 부모님을 잃고 군인이 되었지만 강한 적개심과 분노로 성격이 난폭해지고 문제를 이르키자
군대에서 퇴출당한다. '나의 검은 항상 제국을 겨눈다'라는 자신만의 신념을 가지고 있다.
- 블라딘 (22살 과묵하고 필요이외의 말은 하지 않는다. 생각이 많다.)

제국군에서 군인으로 복무하던 중 제국군의 실험에 강제 징용되어 오랜기간 체력강화 실험을 통해 남들보다 월등한 체력을 갖게 된다. 몇번의 탈출을 시도하지만 실패하고 그 연구가 중단되자 버려져
왕국 변두리 검투장에서 전전하는 것을 레이의 의해 용병단에 입단한다. 제국군을 혐오하며 제국군의 고문으로 말을 잘 못한다.
- 틴지 (15살 장난치는 것을 좋아하며 자신이 뛰어남을 자랑한다.)

제국의 부호 가문에서 태어나 과학전문 사립학교를 다니다가 부모님과 왕국으로 이민오게 된다. 그 뛰어난 특출함으로 천재성을 인정받지만 어린 나이에 감당키 힘든 시기와 질투를 받는다.
그러던 중 레이의 눈에 띄어 용병단에 입단하게 되고 제국군의 지리에 강하여 용병단이 참모로써 지략을 발휘하여 용병단이 위기에 봉착할 때 큰 역할을 한다.
- 필립 란두라스 (17살 조심스럽고 겁이 많지만 속으론 해내야 한다는 집념이 있다.)

란두라스 왕국의 왕자. 위에 누나 넷을 둔 탓인지 외부의 시선으로 볼 때 유약해 보여서 차기 황제로 논란이 대상이 된다. 내면으로 전투, 통솔력이 뛰어나지만 아직 깨우치지 못한 상태.
왕국내의 역모로 인해 황제인 아버지가 살해당하고 도망치는 신세가 되어 진과 용병단을 만나 다시 태어나는 계기다 된다.

## 기사
뉴스 1-10 / 19건
- SK플래닛, T스토어에 '만화 스카우트 공모전' 우수 신인 만화가 웹툰 연재

2014.08.25 | 조선일보 | 미디어다음
```
SK플래닛은 모바일 오픈마켓인 T스토어를 통해 신진 만화가 웹툰을 연재해 역량있는 만화가 육성에 나선다고 24일 밝혔다.
```

SK플래닛은 서울특별시 SBA와 함께 지난 2013년부터 우수 만화 콘텐츠를 발굴하고 실력 있는 신진 만화가를 육성하기 위한 '만화 스카우트 공모전'을 주최하고 우수 작가를 지원해왔다.
올해도 지난 5월 '2014 만화 스카우트 공모전'을 주최하고 지페리, 차우민 등 총 6명의 작가를 선발해 원고료, 작품기획, 콘텐츠 홍보 등의 지원에 나섰다.
이번 공모전에 선정된 작품은 지페리 작가의 '윙즈', 차우민 작가의 '리솔루토', 이종민 작가의 '아내의 그녀', 노도환 작가의 '화만가', 송현국 작가의 '더브레인', 이동현 작가의 '고스트리퍼' 등이며 이달부터 T스토어를 통해 선보이기 시작했다.
- SK플래닛, T스토어에 만화 공모전 당선작 연재

2014.08.24 | 메트로신문
```
SK플래닛이 모바일 콘텐츠 오픈마켓 T스토어에 신진 만화가 웹툰을 연재한다.
```

SK플래닛은 '2014 만화 스카우트' 공모전에 선발된 작가들의 작품을 T스토어에 선보인다고 24일 밝혔다. SK플래닛은 서울시 서울산업진흥원(SBA)과 함께 지난해부터 우수 만화 콘텐츠를 발굴하고 실력 있는 신진 만화가 육성을 위해 만화 스카우트 공모전을 주최해왔다.
이번 공모전에 선정된 작품은 11대 1의 경쟁률을 뚫은 지페리 작가의 '윙즈', 차우민 작가 '리솔루토', 이종민 작가 '아내의 그녀', 노도환 작가 '화만가', 송현국 작가 '더브레인', 이동현 작가 '고스트리퍼' 등이다..
- SK플래닛, T스토어에 신진 만화가 웹툰 연재

2014.08.24 | 경제투데이
```
[경제투데이 최희정 기자] SK플래닛은 모바일 콘텐츠 오픈마켓 ‘T스토어’에 신진 만화가의 웹툰을 연재한다고 24일 밝혔다.
```

SK플래닛은 지난 5월에 주최한 ‘2014 만화 스카우트’ 공모전에서 총 6편의 작품을 선정해 이달부터 T스토어를 통해 선보이기 시작했다. 공모전에서 선정된 작품은 지페리 작가의 ‘윙즈’, 차우민 작가의 ‘리솔루토’, 이종민 작가의 ‘아내의 그녀’, 노도환 작가의 ‘화만가’, 송현국 작가의 ‘더브레인’, 이동현 작가의 ‘고스트리퍼’ 등이다.
- SK플래닛, 신진 만화가 육성 위한 T스토어 웹툰 연재

2014.08.24 | 뉴스웨이
```
실력 있는 신진 만화가를 육성하기 위해 만화 스카우트 공모전을 주최하고 우수 작가를 지원해왔다. 올해 역시 지난 5월 ‘2014 만화 스카우트’ 공모전을 주최하고 지페리, 차우민 등 총 6명의...
```

- SK플래닛, 신진 만화가 웹툰 T스토어 연재

2014.08.24 | 일간스포츠 | 미디어다음
```
실력 있는 신진 만화가를 육성하기 위해 만화 스카우트 공모전을 주최하고 우수 작가를 지원해왔다. 올해도 지난 5월 '2014 만화 스카우트' 공모전을 주최하고 지페리, 차우민 등 총 6명의 작...
```

- SK플래닛, 신진 만화가 육성…'T스토어 웹툰' 연재

2014.08.24 | EBN
```
지난 2013년부터 우수 만화 콘텐츠를 발굴하고 실력 있는 신진 만화가를 육성하기 위해 만화 스카우트 공모전을 주최하고 우수 작가를 지원해오고 있다고 24일 밝혔다. 올해 역시 지난 5월 '...
```

- SK플래닛, 신진 만화가 육성 위한 T스토어 웹툰 연재

2014.08.24 | 아시아경제 | 미디어다음
```
'2014 만화 스카우트' 공모전 수상 6개 작품, T스토어 연재 진행 [아시아경제 이초희 기자]SK플래닛(사장 서진우)이 역량있는 만화가 육성을 위해 신진 만화가 웹툰을 연재한다고 23일 밝혔다...
```